# Phymodius monticulosus
Phymodius monticulosus är en kräftdjursart som först beskrevs av James Dwight Dana 1852.  Phymodius monticulosus ingår i släktet Phymodius och familjen Xanthidae. Inga underarter finns listade i Catalogue of Life.